# Base Léonore
La base Léonore és una base de dades francesa que cataloga els dossiers dels membres de l'orde nacional de la Legió d'honor morts abans de 1977 des de la creació d'aquest orde l'any 1802. Els dossiers catalogats són conservats als arxius nacionals.